# Embalse de Fervensa
El embalse de Fervensa (en gallego: Fervenza) es un pantano artificial creado en 1966 en el río Jallas (el más grande de este río), situado entre los municipios de Dumbría, Mazaricos, Vimianzo y Zas. Su capacidad es de 103 hm³ y ocupa una superficie de 1.250 hectáreas. La presa, con una altura de 27 metros y una longitud de 127 metros, se sitúa entre los límites de los municipios de Dumbría y Mazaricos.

## Historia
Fue creado para suministrar una central hidroeléctrica, actualmente operada por la compañía FerroAtlántica.
Su construcción cambió la vida de los habitantes de esta región, ya que inundó grandes valles y extensas áreas de cultivo. Además, provocó que cambiara ligeramente el clima de la zona, aumentando la humedad y provocando espesas nieblas con frecuencia. 
En 2007, los responsables de la gestión llevaron a cabo un vaciado de la presa para aumentar la producción de electricidad, obteniendo unos beneficios de 610.000 euros. Esto causó un gran desastre ecológico provocando la muerte de miles de peces. Por ello, los responsables fueron condenados a una multa de poco más de 300.000 euros.